# NGC 5909
NGC 5909 (другие обозначения — UGC 9778, MCG 13-11-10, ZWG 354.21, KCPG 460A, NPM1G +75.0113, PGC 54223) — галактика в созвездии Малая Медведица.
Этот объект входит в число перечисленных в оригинальной редакции «Нового общего каталога».